# Sybra mimalternans
Sybra mimalternans là một loài bọ cánh cứng trong họ Cerambycidae.